# Les Alsaciens ou les Deux Mathilde
Pour plus de détails, voir Fiche technique et Distribution.
Les Alsaciens ou les Deux Mathilde est un téléfilm franco-allemand historique en quatre parties de 90 minutes, réalisé par Michel Favart et diffusé à partir du 11 octobre 1996 sur Arte.

## Synopsis
Le téléfilm retrace la période trouble qu'a connue l'Alsace-Moselle entre 1870 et 1953.

### Premier épisode: 1870-1894
Acteurs principaux : Aurore Clément, Jean-Pierre Miquel et Cécile Bois
Alors que Mathilde, fille de l'industriel et baron d'Empire Eugène-Victor Kempf, vient d'épouser le comte Charles de La Tour, la guerre franco-prussienne de 1870 éclate et son jeune époux est appelé sous les drapeaux français. Peu après, il meurt au champ d'honneur, tandis que l'Alsace est annexée à l'Empire allemand. Mathilde de La Tour décide alors de rester en Alsace et de conserver farouchement son identité française. De son court mariage avec Charles de La Tour, elle a eu un fils prénommé Louis (en référence aux rois de France) qui grandit dans l'Alsace devenue allemande. Le bilinguisme du garçon et le fait que, contrairement à sa mère, il ne rejette pas violemment la culture allemande les oppose.
L'épisode se termine en 1894 : l'Alsace est toujours allemande tandis que Louis étudie le droit à Strasbourg et s'éprend de la fille du général prussien von Wismar-Marbach, Friederike. Ce général est devenu le meilleur ami du baron Kempf depuis qu'il a logé chez lui pendant la guerre et que leurs goûts littéraires communs les ont rapprochés.

### Deuxième épisode: 1904-1919
Acteurs principaux : Aurore Clément, Michel Voita, Manfred Andrae (de) et Caroline Tresca
Contre l'avis de sa mère qui la rejette en raison de ses origines, Louis de La Tour épouse Friederike von Wismar-Marbach dont il aura deux fils, Karl et Édouard. 
Le grand-père Kempf décède en 1904. Il lègue la majorité de ses biens à son petit-fils, à la condition que celui-ci relève son nom. Devenu « Kempf de La Tour », Louis prend la direction de l'usine familiale Kempf. Il est par la suite nommé ministre de l'Économie du gouvernement régional d'Alsace. L'un de ses fils, Karl, fait des études de droit à Heidelberg tandis que l'autre, Édouard, entre à Polytechnique.
La Première Guerre mondiale éclate en 1914. Mathilde qui attendait fermement cette revanche depuis 1870 voit ses deux petits-fils combattre chacun dans un des camps : Karl est enrôlé dans l'armée allemande tandis qu'Édouard rejoint son régiment à Paris. Regrettant maintenant cette guerre tant attendue, ébranlée par la douleur et l'inquiétude vis-à-vis de ses petits-fils, elle accepte enfin sa belle-fille Friederike et se rapproche d'elle.
Lors d'une permission Karl revient changé, hanté par la guerre et le sort de ses camarades de front. Il passe la nuit avec Alexandra, amie de jeunesse dont les deux frères étaient amoureux et qui n'a jamais su choisir entre eux, avant de fuir le château familial avant même la fin de sa permission.
Début 1919, alors que la guerre est finie et que l'Alsace est redevenue française, les deux frères tardent à revenir ; Édouard blessé sur le front est en convalescence au loin tandis que Karl est porté disparu. C'est le soir où un émissaire du Maréchal Foch remet la Légion d'honneur à titre militaire à Mathilde pour ses années de lutte contre la présence allemande qu'on apprend qu'en réalité Karl est tombé au Chemin des Dames en 1917. 
Quelque temps plus tard Édouard revient infirme du front. Les retrouvailles avec Alexandra ne sont pas celles imaginées de part et d'autre, en raison du fantôme de Karl entre eux.
L'épisode se termine avec la mort de Mathilde, qui fait promettre sur son lit de mort à Édouard et à Alexandra de se marier.

### Troisième épisode: 1927-1940
Acteurs principaux : Caroline Tresca, Maxime Leroux, Serge Dupire et Catherine Aymerie.
Après l'avoir promis à sa grand-mère Mathilde sur son lit de mort, Édouard Kempf de La Tour épouse Alexandra en 1919. Ils auront deux enfants : Louis-Charles et Pauline. Louis-Charles est le narrateur de la saga familiale.
Albert Laugel, le petit-fils de l'aubergiste d'Alsheim, a fait des études grâce à l'aide de la comtesse Mathilde et est devenu médecin. Auparavant, en 1914, refusant d'être enrôlé dans l'armée allemande, il passe clandestinement en France avec Édouard et combat dans l'armée française. À son retour, il devient maire et député catholique, et épouse une jeune orpheline, Katel.
La France déçoit les Alsaciens, car dans l'administration, il y a une chasse aux « boches », tandis qu'à l'école encadrée par des instituteurs radicaux-socialistes du Sud-Ouest, tout usage de l'allemand ou de l'alsacien est interdit maladroitement et brutalement et l'instruction religieuse est supprimée. En réaction au jacobinisme et à la défiance française vis-à-vis des Alsaciens, un mouvement autonomiste se crée : le Heimatbund ; il est composé d'Alsaciens sincères, comme Albert Laugel, mais aussi infiltré d'éléments pro-allemands. Le jour de Noël 1937, le préfet de Strasbourg fait arrêter Albert Laugel, avec plusieurs dirigeants du Heimatbund…
Des réfugiés juifs persécutés par Hitler arrivent à Strasbourg dès 1936. Parmi eux, Rachel Bernstein, qui a étudié la médecine à Berlin, est embauchée comme assistante par Albert Laugel et devient sa compagne.
Pendant ce temps, le jeune Louis-Charles Kempf de La Tour et sa sœur sont embrigadés dans les jeunesses hitlériennes et fascinés par « l'Allemagne nouvelle : la jeunesse, le sport, la force ».

### Quatrième épisode: 1943-1953
Acteurs principaux : Maxime Leroux, Stanislas Carré de Malberg, Serge Dupire et Caroline Tresca
Sous la terreur allemande, l'Alsace vit ses heures les plus tragiques. En 1943, Albert Laugel est devenu le chef de la Résistance en Alsace, sous le pseudonyme de Kellermann.
Il a un rendez-vous avec "Mathilde", responsable de la zone Est, envoyée par de Gaulle. Il découvre avec stupeur que cette seconde "Mathilde'" n'est autre que Katel, la femme dont il s'est séparé. Elle lui donne l'ordre de partir pour la France avec Rachel. "Mathilde" arrêtée par la Gestapo se donne la mort en avalant une capsule de cyanure avant d'être interrogée.
Maître Anselme Wahl, ayant infiltré le parti nazi sur ordre de 'Kellermann' est contraint d'identifier le corps de sa sœur Katel sans broncher, ce qui ne manque pas de choquer profondément le jeune Louis-Charles, qui est son assistant. À Strasbourg, il rencontre son cousin prussien Manfred von Wismar, as de la Luftwaffe, qui a fini par mépriser les politiques et l'idéologie du IIIe Reich.
Hitler mobilise 130 000 Alsaciens et Mosellans : ce sont les Malgré-Nous. Louis-Charles Kempf de la Tour et Peter Imhof prennent le maquis. Mais les Allemands font pression sur les familles des réfractaires. Les deux hommes, comme de nombreux Alsaciens, et parce que l'Allemagne s'en méfie, sont incorporés dans la SS sur le front russe. Là, ils sont tous deux faits prisonniers par l'armée soviétique et séjournent dans le camp de Tambov en Russie pendant plusieurs années.
Après 1945, les Alsaciens n'ont pas fini de voir leur conscience tourmentée : le film s'achève avec le procès des milliers de Malgré-nous, considérés par les Français comme des collaborateurs, ainsi que des Alsaciens incorporés de force dans la SS et ayant pris part à l'horreur d'Oradour-sur-Glane.

## Fiche technique
- Scénario et dialogues : Henri de Turenne et Michel Deutsch

## Distribution
Premières générations :
- Baron Eugène Kempf, le père de Mathilde, industriel, propriétaire de l'usine Kempf : Jean-Pierre Miquel (épisodes 1-2)
- Mathilde Kempf jeune femme : Cécile Bois (épisode 1)
- Mathilde Kempf plus âgée : Aurore Clément (épisodes 1-2)
- Charles de la Tour, militaire, époux de Mathilde : Jacques Coltelloni (épisode 1)
- Edwin Wismar-Marbach, jeune homme, officier Allemand qui réquisitionne la demeure de la famille Kempf : Sebastian Koch (épisode 1)
- Edwin Wismar-Marbach, âgé : Manfred Andrae (épisode 2)
- Hans Laugel, aubergiste : Jean-François Kopf (épisode 1)
- Anneliese Laugel, aubergiste et épouse allemande de Hans Laugel : Silli Togni (épisode 1)
- Yerri Laugel, instituteur et fils de Hans et Anneliese Laugel : Lucas Belvaux (épisode 1)
- Yerri Laugel, âgé : Marc Fayolle (épisode 2)
- Liselotte Laugel, fille de Hans et Anneliese Laugel, fiancée de Franzl Imhof : Nathalie Dauchez (épisode 1)
- Liselotte Laugel, âgée : Françoise Bertin (épisode 2)
- Franzl Imhof, garde-chasse des Kempf 1 : Frédéric Pierrot (épisode 1)
- Franzl Imhof, plus âgé : François Dyrek (épisodes 2-3)

Ensuite :
- Louis de la Tour, fils de Mathilde Kempf et de Charles de la Tour, jeune homme : Julien Lambroschini (épisode 1)
- Louis de la Tour, plus âgé : Michel Voïta (épisode 2)
- Friederike Wismar-Marbach, allemande, fille de Edwin Wismar-Marbach et épouse de Louis de la tour (interprétée par une seule actrice, quel que soit l'âge du personnage) : Irina Wanka (épisodes 1-2)

Puis :
- Édouard Kempf-de la Tour, fils ainé de Louis de la Tour et de son épouse Friederike, jeune : Sébastien Tavel (épisode 2)
- Édouard Kempf-de la Tour, plus âgé : Serge Dupire (épisodes 3-4)
- Alexandra Reinhardt-Bussière, amie puis épouse Kempf-de la Tour (interprétée par une seule actrice, quel que soit l'âge du personnage) : Catherine Aymerie (épisodes 2-4)
- Karl Kempf-de la Tour, deuxième fils de Louis de la Tour et de son épouse Friederike (interprété par un seul acteur, quel que soit l'âge du personnage) : Matthias Paul (épisode 2)

Ensuite :
- Louis-Charles Kempf-de la Tour, fils d'Edouard Kemp-de la Tour (interprété par un seul acteur, quel que soit l'âge du personnage) : Stanislas Carré de Malberg (épisodes 3-4)
- Pauline Kempf-de la Tour, fille d'Edouard Kemp-de la Tour (interprétée par une seule actrice, quel que soit l'âge du personnage) : Pascale Nielsen (épisodes 3-4)
- Ernst von Wismar : Richard Sammel (2)
- Manfred von Wismar, cousin des Kempf-de la Tour du côté de la famille Wismar-Marbach, et pilote de la Luftwaffe : Philipp Moog (épisodes 3-4)
- Albert Laugel 1 : Thibault Rossigneux (2)
- Albert Laugel 2 : Maxime Leroux (3-4)
- Katel Wahl : Caroline Tresca (2-4)
- Rachel Bernstein : Cécile Paoli (3-4)
- Odile Laugel : Vanessa Larré (3-4)
- Bertel : Dinah Faust (3-4)
- Paul Imhof : Jean-Philippe Meyer (2)
- Gretel Imhof : Hélène Schwaller (2-4)
- René Imhof : Luc Schillinger (3-4)
- Peter Imhof : Jean-Michel Fête (3-4)
- Maria Imhof : Liselotte Hamm (3-4)
- Anne Pflegel : Annick Brard (3-4)
- Anselme Wahl 1 : Olivier Siou (2)
- Anselme Wahl 2 : François Montagut (2-4)
- Max Seligman 1 : Cyril Haouzi (1-2)
- Max Seligman 2 : Marc Berman (2-3)
- Rosa Blum : Monika-Eva Jirasko (1)
- Phonse Roederer : Jacques Bachelier (2-3)
- Antoine Roederer : Philippe Polet (3-4)
- Armand Kessner : Bruno Madinier (1)
- Curé Müller : Roland Brodbec (1)
- Curé Eberle : Francis Freyburger (1-2)
- Curé Wolf : Bernard Freyd (3-4)
- Mère Marie-Dominique : Christiane Stroe (3-4)
- Emma : Françoise Ulrich (1)
- Ruprecht : Jürgen Zwingel (1)
- Fritz Brücker : Rainer Guldener (4)
- Von Saxhofen : Volker Helfrich (2)
- Colonel Lavigne : Bernard Larmande (2)
- Statthalter : Jürgen Mash (2)
- Sergeant Débâcle : Jean-Marie Tinivelli (1)
- Sœur Véronique : Michèle Foucher (1)
- Sœur Tourière : Pascale Spengler (4)
- Général Bontemps : Manuel Bonnet (1)
- Maurice Barrès : Pierre Aussedat (1)
- Schulmeister : Georg Leumer (1)
- L'Instituteur : Raymond Roumégous (3)
- Kreisdirektor : Daniel Rohr (1)
- Thierry Baulieu : Roberto Molo (3)
- Bebel : Robert Werner (1)
- Le Commissaire : Axel Ganz (1)
- Le notaire : Christian Crahay (2)
- Le président : Pierre Diependale (2)
- Le directeur de cabinet : Lionnel Astier (2)
- Phinèle : Patricia Weller (2)
- Inspecteur divisionnaire Combet : Thomas Chabrol (3)
- Préfet Dumont : Gérard Dauzat (3)
- Hauptmann Kiener : Peter Semler (4)
- George Wicker : Serge Dupuy (4)
- Madame Wicker : Catherine Formhals (4)
- Colonel américain : Mike Davies (4)
- Le président du tribunal : André Pomarat (4)
- Le commissaire du gouvernement : Alain Choquet (4)

## Les personnages
- Mathilde Kempf, fille du baron Kempf a perdu son mari Charles comte de La Tour durant la guerre de 1870. Elle en conservera une détestation des Allemands. Cela explique ses rapports difficiles avec sa belle-fille, Friederike. Mathilde incarne le patriotisme français (cours de langue, drapeaux, journaux, etc). Lorsque ses petits-fils, Édouard et Karl partent à la guerre, les liens se renouent avec Friederike. Louis Kempf de La Tour, son fils, a relevé à la demande de son grand-père le nom des Kempf, il est avant tout Alsacien. Il reste en Alsace pendant la Première Guerre mondiale et accepte de faire des affaires avec les Allemands car beaucoup d’hommes gagnent leur vie dans l’usine qu'il dirige. On le lui reprochera plus tard. Après la guerre, il lègue l’usine à Édouard, son fils car il s’est battu du côté français. Karl meurt du côté allemand.
- Yerri Laugel est le fils de l’aubergiste, Hans. Il est instituteur et est le frère de Liselotte. Pendant la guerre de 1870, il se réfugie dans les bois. Après la guerre, il va à Nancy où il aide à l’accueil des réfugiés. Plus tard, il revient à Alsheim et reprend l’auberge.
- Rachel est la fille de Rosa Blum. Elle est médecin, d'origine juive, et se réfugie au château, avant la seconde guerre, où elle rencontre Albert qui va la cacher chez lui. Celui-ci est entré dans la résistance.
- Katel, ex-épouse d'Albert et leur fille Odile. Katel s'ennuyait de son mari, actif politicien. Après une aventure et un divorce, elle mûrit et s’enrôle dans la résistance sous le nom de « Mathilde ». Vers la fin de la guerre, elle se suicide pour ne rien dévoiler sous la torture.
- Anselme Wahl, frère de Katel, infiltré chez les Allemands pour le compte de la résistance. Il devra surmonter une terrible épreuve, lorsque, devant le corps de sa sœur, il niera la connaitre. À la fin de la guerre, il devra également surmonter les accusations de collaboration.
- René Imhof, dont le père Paul est mort à Verdun du côté des Allemands, admire ceux-ci. En 1936, il crée un cinéma de propagande pour les jeunesses hitlériennes. Durant l'occupation, il s’enrôle dans la Gestapo et devient sous-préfet d’Alsheim. Il a une mauvaise attitude envers les Alsaciens français et après la guerre, il se pend dans la grange familiale pour ne pas être jugé.
- Peter Imhof et Louis-Charles refusent de se battre pour les Allemands et se cachent dans les bois, dont ils reviennent lorsqu'ils apprennent que les Allemands déportent les familles des réfractaires. Louis-Charles va porter quatre uniformes différents. Il est d’abord SS malgré-lui en Ukraine. Blessé à Stalingrad, il est fait prisonnier des Russes, puis appartient au groupe des 500 prisonniers sur 15 000 que De Gaulle réussit à faire rapatrier. Après un long voyage, il est récupéré par les Anglais qui l’envoient en Afrique du Nord. Peter, quant à lui, sera jugé par un tribunal pour avoir fait partie du peloton d’exécution d’un déserteur qu’il avait auparavant aidé. Heureusement, grâce à la mère du jeune homme qui est compréhensive, il ne fera que cinq ans de prison.

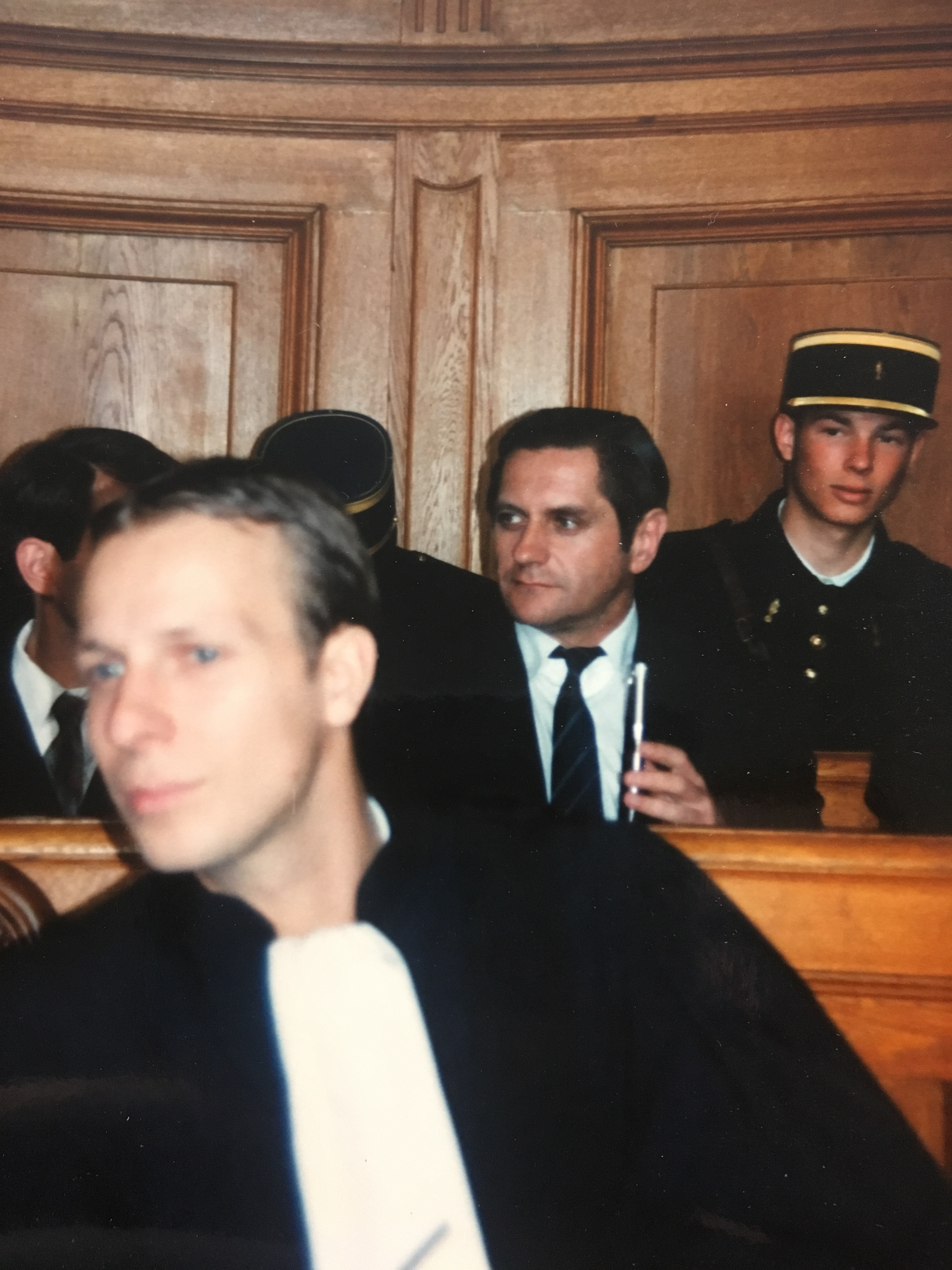
Maxime Leroux sur le tournage en 1995.

## Récompenses
- 7 d'Or dans la catégorie Meilleur scénario de fiction 1997 et décerné à Henri de Turenne et Michel Deutsch
- Prix Adolf Grimme dans la catégorie Meilleure Série 1997 et décerné à Henri de Turenne, Michel Deutsch, Aurore Clément et Manfred Andrae

## Analyse
Ce téléfilm évoque l'histoire de l'Alsace et de la Moselle (*) de 1870 au début des années 1950, au travers d'une saga familiale.
Le téléfilm se termine par un plan sur le Monument aux morts de Strasbourg, qui représente deux frères morts au pied de leur mère, symbolisant Strasbourg, nus pour symboliser ceux morts sous uniforme français et ceux morts sous uniforme allemand.
Le village fictif d'Alsheim est en réalité celui de Gueberschwihr. Le village d'Alsheim est une allusion à Alsheim dans le roman Les Oberlé (1901) de René Bazin.
(*) : curieusement, le département de la Moselle, qui a connu la même histoire que les deux départements alsaciens, annexion et retour à la France avec le même régime du Droit Local, n'est jamais évoqué dans la série.